# Pavel Dobeš
Pavel Dobeš (ur. 19 stycznia 1982 w Pradze) – czeski polityk i samorządowiec, w latach 2011–2012 minister transportu.

## Życiorys
Ukończył europeistykę na Uniwersytecie Karola w Pradze. Pracował w Deloitte i jako menedżer projektów. W latach 2007–2010 był zastępcą dyrektora w przedstawicielstwie dyplomatycznym Pragi w Brukseli (Pražský dům). Zajął się też działalnością konsultingową.
W lipcu 2011 objął urząd ministra transportu w koalicyjnym rządzie Petra Nečasa. Był rekomendowany przez partię Sprawy Publiczne. W 2012 opuścił ją wraz z grupą działaczy skupionych wokół Karolíny Peake. Działał w utworzonym przez nią ugrupowaniu LIDEM – Liberalni Demokraci. Po sporach z przywódczynią tej formacji w grudniu 2012 odszedł z rządu i następnie z partii.
W 2018 jako bezpartyjny kandydat rekomendowany przez ruch Burmistrzowie i Niezależni uzyskał mandat radnego dzielnicy Praga 3. Wszedł następnie w skład zarządu tej dzielnicy.